# Дюнський скарб

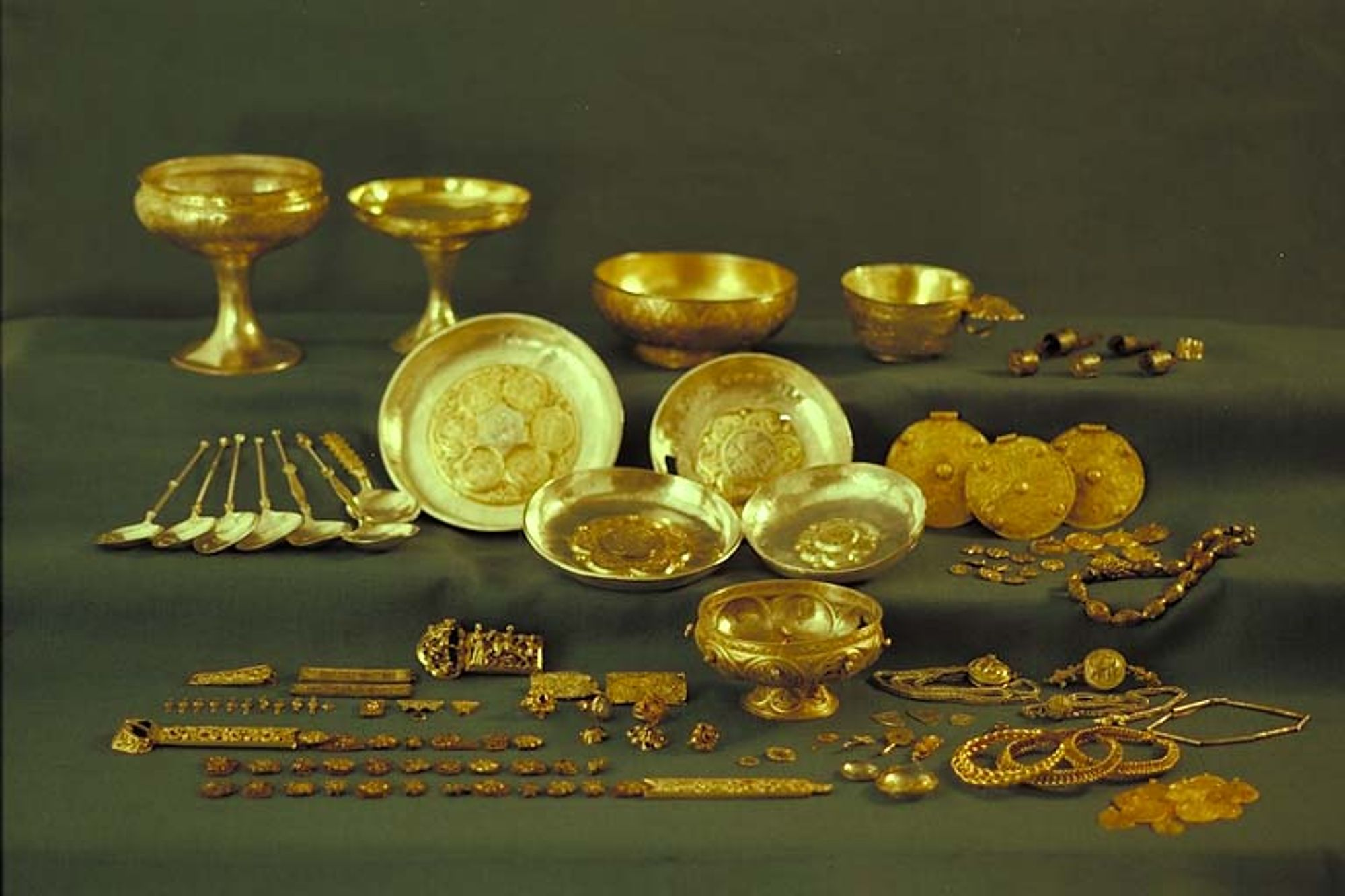

Дюнський скарб — скарб доби Середньовіччя, знайдений під час розкопок траншеї в 1881 році на фермі Дюна у волості Далхем на острові Готланд.
Скарб, який був розкопаний десь в 1360-х або 1370-х роках, складається зі 122 срібних і золотих предметів, в основному чаш, ложок, намист, підвісок, перснів на руку, перснів на палець, кресала, фурнітури для ременів, пряжок, важелів, блискіток і ножів з прикрашеним руків'ям. Він зберігався під невеликою раковиною в залишках дерев'яного ящика, а на дерев'яний ящик для захисту скарбів була покладена зламана коса.
Серед написів володаря більшість, ймовірно, готландські, але ім'я Залогньова, знайдене на одному предметі, ймовірно, належало російському купцю.
У Дюні відомі середньовічні кам'яниці, але ферма, ймовірно, була однією з найважливіших на Готланді. В 1252 згадується, що купець Бартоломеус Дюне, який, ймовірно, був родом звідси, продавав вино англійському двору. В 1412 ферма належала Ботульфу Дюне, який був суддею на тингу Ліна.